# Ronny Van Geneugden
Ronny Van Geneugden (pronunciació neerlandesa: [ˈrɔni vɑŋ ɣəˈnøːɣdə(n)]; nascut el 17 d'agost de 1968) és un entrenador i exjugador de futbol belga, actualment director tècnic de l'MVV Maastricht.
Com a entrenador, Van Geneugden va tenir la majoria dels seus èxits amb l'Oud-Heverlee Leuven, equip al qual va portar al títol de la Segona Divisió belga la 2010-11, per tant va aconseguir l'ascens a la 1a divisió per a la temporada 2011-12, i va ser recompensat amb una pròrroga de contracte fins al 2015. Malgrat les dues temporades exitoses a la 1a divisió on l'Oud-Heverlee Leuven va acabar a la meitat de la taula, el seu contracte es va rescindir el 21 de gener de 2014, ja que el seu equip va ocupar la segona part inferior de la 1a divisió després d'una mala primera meitat de la temporada 2013-14.
L'abril de 2017, Van Geneugden va signar un contracte de 2 anys a Malawi com a entrenador en cap de la selecció nacional. El contracte va expirar el 31 de març de 2019 i el 6 d'abril de 2019, l'Associació de Futbol de Malawi va anunciar que el contracte no es renovaria.

## Carrera de club
Va jugar a Thor Waterschei, RKC Waalwijk, Anvers, SK Lommel, Germinal Ekeren, Lokeren i Verbroedering Geel.